# Combretum llewelynii
Combretum llewelynii là một loài thực vật có hoa trong họ Trâm bầu. Loài này được J.F.Macbr. mô tả khoa học đầu tiên năm 1931.